# 碧藍幻想
《碧藍幻想》是由日本Cygames開發、Mobage負責營運的智慧型手機向的社群網路遊戲。遊戲宣傳口號是「與你編織、空之物語」（日語：君と紡ぐ、空の物語）。
在奇幻作品電子角色扮演遊戲遊戲中，玩家將會成為在空中旅行的「騎空士」，以傳說中的島「伊斯塔魯西亞」為目標、展開與夥伴的一同旅行的冒險故事。遊玩主線故事與戰鬥的「任務」來推進遊戲劇情，此外，我方角色、武器和道具入手並藉此強化，也是這款遊戲的遊玩目的之一。除此之外，也有可讓多數玩家共同參與的共鬥任務，讓此遊戲充滿著MMORPG的遊戲要素。
角色設計由皆葉英夫負責，音樂則由植松伸夫負責。部分的角色是來自同為Cygames所開發、營運的社群網路遊戲《巴哈姆特之怒》當中所登場的角色，除此之外，也與其他相當多的作品舉辦合作活動。
2015年9月17日於「東京電玩展2015」發表動畫化。由Aniplex、A-1 Pictures、Cygames共同企劃。電視動畫於2017年4月1日播放。2017年10月，宣布新作電視動畫製作消息。

## 遊戲對應平台
| 服務平台     | 系統平台                          | 推出日期       |
| ------------ | --------------------------------- | -------------- |
| 夢寶谷       | 智慧型手機（瀏覽器）              | 2014年3月10日  |
| 夢寶谷       | 智慧型手機（APP）Google Play／iOS | 2014年5月1日   |
| 夢寶谷       | PC（AndApp應用程式）              | 2017年12月21日 |
| GREE         | 智慧型手機（瀏覽器）              | 2016年7月12日  |
| DMM.com      | PC／智慧型手機（瀏覽器）          | 2016年12月12日 |
| Yahoo!ゲーム | PC／智慧型手機（瀏覽器）          | 2017年7月20日  |
| （共通）     | PC（瀏覽器）                      | 2016年5月25日  |

## 內容介紹

### 世界觀
注：本條目譯名均以青文翻譯小說本為主，將會隨著小說出版更新、更正譯名。
本作中的世界觀，每座島、土地均飄浮在空中。島跟島之間使用可飛行的騎空艇來聯繫，也因此騎空士的冒險相當的盛行。文明水準大致等同歷史上近世的世界，據說騎空艇的這類突出的科學技術，是由過去支配世界的傳說之民・星之民所遺留下來的。星之民在被稱作「霸空戰爭」的事件過後在世上消失了蹤影，星之民所操縱的強大自律兵器星晶獸則沉睡在這空之世界的各個地方。總稱做空之民的現代住民，有與人相同姿態的人類、頭上有對角的多拉夫族（男性身材壯碩、女性身材嬌小）、有著獸耳的艾倫族、以及身高只有人類一半的哈賓族，四個種族共同生存。此外，魔法的力量也有別於星之民的技術，是自古傳承下來的力量，每座島上也有各式各樣的魔物存在。
在某一座小島・賽克汀瑟，與小隻的龍・碧為夥伴一起成長的主人公懷抱著前往被稱作傳說之島的伊斯塔魯西亞的夢想。在將要從故鄉出發的那一天，軍事國家・艾爾斯提帝國以及被其追捉的少女露莉亞、和守護著她的女騎士卡塔莉娜出現在主人公面前。主人公為了保護露莉亞而負傷近瀕死的程度，接著露莉亞使用了星晶獸的力量救了他，並且讓她與主人公共有操縱星晶獸的力量。以空之盡頭為目標的主人公與碧、以及為了逃離帝國勢力圈而奔走的露莉亞和卡塔莉娜，共同邁向前往伊斯塔魯西亞的旅程。
不久之後，漸漸加入了新的夥伴，騎空艇操舵士拉卡姆、魔導士少女伊歐、老兵歐根、謎之魔女蘿賽塔等多人加入主人公同行的行列。乘著騎空艇古蘭賽法號的一行人，先後造訪各式各樣的島，並解決了許多有關星晶獸的問題。另一方面、艾爾斯提帝國的宰相芙莉西亞執意持續地追跡主人公等人，並且在各個島周邊住派軍隊得以搜索他們。此外，帶著與露莉亞有相似能力的少女歐爾姬斯的帝國顧問官・黑騎士阿波羅，也在主人公面前出現數次，並且帶有某種有別於帝國的目的行動著。
到2021年現在，主線故事還在持續追加更新當中。

### 專有名詞
種族
主要空之居民由4大種族構成，分別是人類（ヒューマン/Human）、角族（ドラフ/Draph）、獸耳族（エルーン/Erune）以及矮人族（ハーヴィン/Harvin）。
除4大種族外也有不少少數種族，但沒有一一歸類是哪些，目前歸類為“其他”。
星晶獸
在霸空戰爭時被星之民作為兵器運用的強力生命體。戰後被封印在空之世界的各個地方，根據地域的不同而以此成為各個地區的信仰對象。除了星之民外的人均無法駕馭星晶獸，而露莉亞可以吸收星晶獸的力量、並且使用其力量。
伊斯塔魯西亞
傳說星之民居住的傳說之島。通稱「星之島」。眾多騎空士夢想冒險的未知之島，而實際上此處也有許多的謎團包圍著。
完整空圖
「空圖的碎片」由力量強大的星晶獸所持有，將所有碎片湊齊就可以成為一個完整的空圖。持有者可以到任何想去的地方，是星之民所遺留下來的遺產。
瘴流域
斷開世界各個空域且使飛行困難的空域。此空域内部充滿著瘴氣及風所形成的漩渦。此外周邊也有許多凶暴的魔物棲息著，必須持有空圖才能得以通過此區域。
法塔格蘭迪空域
艾爾斯提帝國
法塔格蘭迪空域中相當有力的軍事國家。過去曾經是個小國，根據黑騎士所言移交政權後成為霸權國家。對外使用威壓的外交政策，讓周邊諸邦國相當不滿。首都是アガスティア。
賽克汀瑟
主人公故鄉的島嶼。通稱「封閉之島」。幾乎少有島外的人來訪。在被稱作金露森林的森林內，有著供奉晶獸的祠堂。擁有的星晶獸為原型的巴哈姆特（バハムート）。
波特普利茲群島
以主島・艾茵加納島為中心發展出去的群島。因星晶獸的力量而使群島終年都吹拂著穩定舒暢的風，對騎空士而言是個相當容易寄住的地區。擁有的星晶獣為迪亞馬特（ティアマト）。
巴爾茲公國
領有フレイメル島的多拉夫族的大公國。有座名為アーセナル的礦山，地下還流著超高熱的熔岩，也因為這樣鋼鐵業相當盛行。地下有著星之民用來製造星晶獸的工房「クシャスラ・ワークス」。

無國家所屬的經濟特區。首都是水上都市ミザレア。擁有其他島所沒有的「海」，因此觀光業盛行。與艾爾斯提帝國為對立關係，雇用了大量的傭兵。擁有的星晶獸是利維坦（リヴァイアサン）。

メネア領土所屬的群島。以有著超過百年歲月悠久的大樹的古木為首，有著相當巨大茂盛的森林，島民與外界幾乎無交流。擁有的星晶獸為世界之樹（ユグドラシル）。
城塞都市亞爾比翁
星之民所做的要塞之島。有座專門養成騎士的士官學校，卡塔莉娜、薇拉都是這所學校的畢業生。為了鍛鍊而放養魔物在市內行走，一般人在無護衛的情況下不能在市內步行。領主均以實力至上主義所挑選出來，領主空位空出來的話就會根據武術大會的結果選出新的領主。擁有的星晶獸為舒瓦莉（シュヴァリエ）。

被霧所包圍的島。有著一旦進去就再也出不來的奇妙力量在運作著。且因為星晶獸的力量，很久以前在住的住民成為了不死者活到現在。擁有的星晶獸為賽勒斯特（セレスト）。

製造騎空艇而繁榮的島嶼。有著許多優秀的工匠，因此前來委託修理騎空艇的騎空團也相當多。受到星晶獸掌管契約的影響，在島上的人必定會遵守人與人之間的約定。擁有的星晶獸為密特拉（ミスラ）。
亞曼迪亞島
秩序騎空團・第四廳舍所在的島。在秩序騎空團的施政下，有著法塔格蘭迪空域內警察署、法院的機能。

艾爾斯提帝國在交換政權前的艾爾斯提王国的首都・メフォラシュ所在的島嶼，在帝國內也是重要的直轄領地。在王國時代，哥雷姆（高崙）的製造曾經風靡一時，現在在市內也還看的到哥雷姆。

冠上顏色之名、擁有強大實力的七位騎士。他們所持有的那股獨特的力量甚至可以通過瘴氣流。

在全空域活動、由碧之騎士所率領的騎空團。是個非常的巨大組織，僅僅是掌管法塔格蘭迪空域的第四騎空團，也擁有複數多艘的騎空艇。主要標榜著維持空域的治安，接受各諸國的事件調查委託，以及犯人逮捕、拘留。

## 玩法

### 任務
故事需要進行戰鬥來推進。勝利可以獲得報酬。進行任務均要消費指定量的AP。AP以5分鐘回復一點。故事分成以主線故事為主的MainQuest（メインクエスト）、還有外傳FreeQuest（フリークエスト），以及與各個角色有關的FateEpisode（フェイトエピソード）故事。其他還有像是星期限定的ExtraQuest（エクストラクエスト）、期間限定的活動任務等等。
多人戰鬥（MultiBattle）與共鬥任務（共闘QUEST），能夠讓複數的玩家參與一起戰鬥。在MultiBattle下，玩家可以向其他玩家發出救援通知，讓多位玩家加入來打BOSS戰。參與他人所發出救援的MultiBattle，必須要消費指定量的BP。BP最大10點(上限99點)，每10分鐘回復1點。共鬥任務則是指，由一位玩家開房間，並讓2～4位玩家參與此房組成一隊來進行戰鬥，也可以單人進行戰鬥，開始後經過60分鐘系統會自動解散房間（也可以開房者自己解散房間）。

### 戰鬥
各個任務均會發生與敵人戰鬥的場面（敵對的軍隊、魔物）。戰鬥場面為側視圖，進行方式為回合制。各回合各角色可以攻擊指定的敵人一次。當角色HP歸零時該角色無法戰鬥，敵人全角色無法戰鬥時則勝利，己方主人公與最多5位夥伴無法戰鬥時則敗北。勝利時獲得的東西以遊戲內通用的貨幣ルピ為主，還有經驗值、武器、道具等（少部分特殊任務不會獲得東西）。
屬性
主人公的装備、我方角色均會設定屬性。共有火・水・風・土與光・闇6種類型，屬性之間也有強弱關係的設定。
技能
在戰鬥中可以依照時間點自由使用的特殊技能。主人公的職業和我方角色均有設定固有的技能。絕大多數能力第一回合皆可使用，使用過後依照規定的回合數過後即可再使用，也存在不可再次使用的能力。
召喚星晶獸
在主人公可以行動的時候可以發動，一回合只能召喚一次，能夠利用召喚石叫出星晶獸來進行攻擊。召喚石最多可設定5顆，包含其他玩家協助的召喚石共計可以裝備6顆。其他玩家的協助召喚石首回合即可發動，自己的召喚石得經規定回合數過後才能召喚，召喚後在所訂的回合數過才可再次召喚，也存在不可再次召喚的星晶獸。
奥義
各角色依照戰鬥行動可增加奧義量，當奧義量到達100％後可代替普通攻擊、對敵人使出奧義攻擊強烈的一擊。每位角色的奧義種類均是固定的，唯主人公會依照自己所裝備的主要武器而改變，當一回合中有複數角色使出奧義攻擊後，將會追加發動一次全體攻擊「連鎖爆發（チェインバースト）」。
OVERDRIVE
戰鬥時BOSS會存在著狀態（Status）。在通常狀態下會隨著己方給予的傷害來積蓄，在戰鬥中於BOSS血條下方可以看見狀態的計量表，當給予敵方傷害使計量表達到100％時，敵人會進入OVERDRIVE的狀態，BOSS的特殊攻擊間隔會變短、攻擊也會變強。接著進入OVERDRIVE後，計量表量會隨著己方給予敵方傷害而減少，當計量表歸回0％後敵人會進入BREAK狀態。BREAK狀態下敵人無法使用特殊攻擊、己方側的多重攻擊也會變得很容易命中。

### 成員編成
在進行任務前，玩家必須要對成員進行編成。成員編成由玩家職業、角色、武器、召喚石等四樣組成。
職業
主人公的職業。可以從已習得的職業中設定想要的職業。依照職業的等級，每個職業最多能習得3樣固有的技能。此外以習得的EX技能（EXアビリティ）可以自由擇一設定。自動發動的特殊效果「協助技能（サポートアビリティ）」也可以從職業設定。達到指定條件還可以習得更上位的職業。
角色
選擇夥伴時，可以從所持角色中選擇3人為主要成員、2人為後備成員。後備成員是當主要成員戰鬥不能時參與戰鬥預備用的。角色的等級上後會增加HP和攻擊力，在達到指定等級後也可以習得新的技能。
武器
主人公裝備的武器。玩家必須依照所選擇的職業種類來變更主要的武器種，其他9種可依照自己需求自由設定。主人公的攻擊屬性和奧義也會依照武器而有所不同。
召喚石
可以自由設定主要的喚石，與其他最多四顆召喚石。主要的召喚石設定後，即可自動且永續發動該召喚石的星晶獸的Buff「加護」效果。部分召喚在副召具有sub效果。

### 課金系統
轉蛋
可使用夢寶谷（Mobage）遊戲內共通的虛擬貨幣MobaCoin來購買取得遊戲內的「寶晶石」，並用寶晶石進行課金轉蛋。能夠取得的物品為武器、召喚石，而入手特定的武器的話就解放並獲得新角色。也可以用遊戲世界内通用貨幣ルピ來消費進行「（俗稱的友情抽蛋）」，但取得的物品通常不會有課金轉蛋好。每天可以有一次免費友情抽蛋的機會。
商店
像是強化戰力需要的道具、增加所持道具上限、隊伍編成上限增加等，可以透過MobaCoin來購買寶晶石來擴充。

### 騎空團
設定與其他玩家交流的圈子。也就算俗稱的公會系統。「騎空艇」有著可以對團員使用戰鬥時Buff的機能、依據團員寄付的多寡來讓騎空艇等級上升，購買配件更可增加Buff效果。此外，設定「Assault Time」的時間帶的Fever Time，在MultiBattle時首回合會使奧義達到最大100％，戰鬥結束後報酬也會增加。

## 登場角色
部分角色有別的不同的版本、不同的稀有度和屬性。因此稀有度和屬性以該角色最初登場時為主。

### 旅行的夥伴
以主人公一行人為主的主線故事登場人物。伴隨著故事進行而會自動加入的角色。唯獨碧無法參與戰鬥。露莉亞可藉由完成活動章節取得。
主人公〔格蘭〈男〉 / 吉塔〈女〉〕
聲優：小野友樹（格蘭）、金元壽子（吉塔）
玩家角色。可自由設定名稱，預設為グラン；在遊戲中可任意切換性別。
在賽克汀瑟島上和羽蜥-碧共同生活的少男/少女。根據失踪的父親的信所記載，以「星之島-伊斯塔魯西亞」為目標，從不懈怠每日的鍛鍊，會溫柔地對遇到困難的人伸出援手。因離開故郷展開旅程而在機緣巧合下遇見露莉亞。
露莉亞
聲優：東山奈央
年齡：不明 / 身高：152cm / 種族：人類
擁有使役星晶獸能力的少女。因艾爾斯提帝國為了研究這份特殊能力而被囚禁起來。從帝國逃出後被格蘭搭救，決定一起旅行。
碧
聲優：釘宮理惠
年齡：不明 / 身高：42cm / 種族：不明
伴隨主人公從小開始成長的小型龍，就像同伴一般的存在。像隻背上長了翅膀的蜥蜴之類的生物，詳細不明。被說是蜥蜴的話會生氣。喜歡的食物蘋果。
卡塔莉娜·亞利潔
聲優：澤城美雪
守護著露莉亞的女性騎士。艾爾斯提帝國軍中是中尉的階級，負責露莉亞的護衛與監視工作，得知帝國打算利用露莉亞來得到強大的力量後，為了幫助露莉亞逃脫而背叛帝國。露莉亞就像真正的妹妹一樣重要。
拉卡姆
聲優：平田廣明
翱翔天際的艇・操控騎空艇技術高超的操舵士。因過去騎乘騎空艇發生事故造成的衝擊而止步不前。看似粗魯、但實際上很會關照他人，有著喜歡操心的一面。
伊歐·由克里斯
聲優：田村由香里
修行中的魔導士少女。為了追尋失蹤的師傅（ザカ大公）下落、而遇見了格蘭。因早熟的性格而裝成大人的樣子，有著一旦被人嘲笑與年紀不符就會認真的一面。
歐根
聲優：藤原啓治/山路和弘(動畫版)
老練的戰士、曾經作為騎空士活躍著。在過去懷有遺憾，這件事沒有向格蘭透露。平時是個性格不錯的人，熟練的技術與豐富的知識幫助了格蘭。
蘿賽塔
聲優：田中理恵
主人公等人在ルーマシー群島時相遇的謎之美女。因為中意主人公等人而加入同行行列。好像知道格蘭父親的樣子，謎樣的美女。超然而難以捉摸，十分親切地關照格蘭。
莉夏
聲優：川澄綾子
值勤秩序騎空團・第四騎空艇團的團長的女性。是率領秩序騎空團的碧之騎士・ヴァルフリート的女兒。

### 主要角色
在主線故事登場的人物。也就是所謂的NPC角色，アポロニア、ファラ、薇拉、菲莉、ノア等角色可靠轉蛋或其他規定方式獲得。

#### 艾爾斯提帝國
歐爾姬斯
聲優：茅原實里
持有與露莉亞類似能力的少女。
伯梅倫・貝托納
聲優：横島亘
艾爾斯提帝國的軍人，軍階是大尉。有著的特殊說話語調。卡塔莉娜的原長官。
費洛斯
聲優：三瓶由布子
艾爾斯提帝國的軍人，軍階是少將。貴族出身的軍人，對敵人及部下都抱以低下的眼光對待，性格傲慢且冷血。
法拉
聲優：伊瀬茉莉也
艾爾斯提帝國的女性士兵。在帝國軍官是卡塔莉娜的晚輩，且對卡塔莉娜抱持憧憬。
剛達爾法
聲優：宮内敦士
艾爾斯提帝國的中將。有著強壯身軀的多拉夫族男人。
芙莉西亞・芙奧恩・俾斯麥
聲優：甲斐田裕子
艾爾斯提帝國的女宰相。其家族在艾爾斯提王國開始代代均為宰相之務。性格冷淡，即使是非人道的行為也能毫不猶豫地指示執行。
雅達姆
聲優：新垣樽助
沉默寡言的青年，做為艾爾斯提帝國的大將執行帝國軍的總指揮任務。
洛基
聲優：白石涼子
稱作艾爾斯提帝國皇帝的星之民的末裔
芬莉爾
聲優：松岡由貴
洛基所持有的星晶獸。有著被鎖鏈鎖住的少女的姿態。性格十分兇惡且像男人。

#### 七曜騎士
真王
率領七曜騎士的謎之存在。坐鎮於アウライ・グランデ空域。因為有他的加護，才讓七曜騎士得以穿越瘴氣流。

聲優：朴璐美
全身用甲冑包覆的女騎士。通稱黒騎士。

聲優：置鮎龍太郎
七曜騎士中的一人，緋色騎士。

聲優：茅野愛衣
七曜騎士中的一人，黄金騎士。年輕的女性。

七曜騎士中的一人，碧之騎士。秩序騎空團團長，リーシャ的生父。與主人公的父親是像是兄弟的存在，也是對手。

#### 中立勢力
榭洛科特
聲優：加藤英美里
神出鬼没的雜貨商。通稱榭洛。在遊戲中負責管理商店。
德朗克
聲優：杉田智和
與絲特姆共同旅行的開朗獸耳族青年。常作為黒騎士的雇用私兵出現在主人公等人面前，時而敵對、又時而利害關係一致的關係協助主人公等人。
絲特姆
聲優：伊藤加奈惠
與德朗克一起行動的角族女劍士。
薩卡大公
聲優：齋藤志郎
巴爾茲公國的領主，同時也是教導伊歐魔法的老師。
薇拉
聲優：今井麻美
城塞都市亞爾比翁的女領主。在士官學校時代與卡塔莉娜像是姊妹般的關係互相扶持成長，對卡塔莉娜抱有戀慕憧憬。
菲莉
聲優：米澤圓
在被霧所包圍的島トラモント時相遇的少女。因為過去曾叫出星晶獸賽勒斯特（セレスト）而變成不老不死。因為時間過了太久，所以連自己的本名都忘了，因為ドランク的提議而新取了「菲莉」這個名字。
諾亞
聲優：石川界人
主人公等人在ガロンゾ島相遇的少年。坦蕩蕩的生活著，過去曾與小時候的拉卡姆有下過約定。真面目是掌管造船的星晶獸，認識ロゼッタ，且也知道主人公的父親。
莫妮卡
聲優：辻步美
秩序騎空團・第四騎空艇團船團長補佐。嬌小身軀的女性，但有著激昂且豪放的性格，喜歡甜點。

### 联动角色

#### 多啦A夢
多啦A夢
聲優：水田山葵
野比大雄
聲優：大原惠
源靜香
聲優：嘉數由美
骨川小夫
聲優：關智一
剛田武
聲優：木村昴

#### 關於我轉生變成史萊姆這檔事
利姆路·坦派斯特
聲優：岡咲美保
維爾德拉·坦派斯特
聲優：前野智昭
希爾
聲優：豐口惠
迪亞波羅
聲優：櫻井孝宏
紅丸
聲優：古川慎
紫苑
聲優：M·A·O
朱菜
聲優：千本木彩花
蘭加
聲優：小林親弘
蒼影
聲優：江口拓也
白老
聲優：大塚芳忠
菈米莉絲
聲優：春野杏

#### 魔法老師
涅吉·史普林菲爾德
聲優：佐藤利奈
神樂坂明日菜
聲優：神田朱未
依文潔琳·A·K·麥道威爾
聲優：松冈由贵
櫻咲剎那
聲優：小林优
傑克·拉坎
聲優：小山力也
亞爾貝爾·卡摩米爾
聲優：矢部雅史
近衛木乃香
聲優：野中蓝
茶茶零號
聲優：鐵炮塚葉子
菲特·亞維路克斯
聲優：石田彰
納吉·史普林菲爾德
聲優：子安武人

## 开发与运营
角色設計由皆葉英夫負責，音樂則由植松伸夫負責。部分的角色是來自同為Cygames所開發、營運的社群網路遊戲『巴哈姆特之怒』當中所登場的角色，除此之外，也與其他相當多的作品舉辦合作活動。
2013年11月8日，製作團隊與聲優在東京・六本木的NICOFarre舉辦了本遊戲的製作發表會。原預定12月17日開始營運，但因故延期，2014年3月10日才開始營運瀏覽器版。5月1日手機APP版上架(Google Play版/iOS版)，以及Google Chrome版。
接著，在5月2日初次在電視上播放遊戲的宣傳廣告、5月21日登錄玩家超過100萬人。隔年2015年1月玩家人數超過300萬人、同年12月到達700萬人，人氣逐漸上升。2016年3月玩家人數突破1000萬人。
2016年7月12日GREE版預定營運開始（同年6月29日GREE版的營運前事前登錄開始）。

## 改編作品

### 漫畫
小碧藍幻想！
作畫：菊一文字。在遊戲官網上不定期連載。搞笑5格漫畫。內容多為與主線故事無關的故事，多以角色為主題，另一方面也有限定轉蛋排出角色的等故事內容。單行本由FAMI通ClearComics（KADOKAWA enterbrain）。
| 集數 | KADOKAWA enterbrain | KADOKAWA enterbrain    | 台灣角川       | 台灣角川               | 備註             |
| 集數 | 發售日期            | ISBN                   | 發售日期       | ISBN                   | 備註             |
| ---- | ------------------- | ---------------------- | -------------- | ---------------------- | ---------------- |
| 1    | 2015年10月30日      | ISBN 978-4-04-730716-2 | 2016年9月8日   | ISBN 978-986-473-213-5 | 內附武器「」序號 |
| 2    | 2015年11月30日      | ISBN 978-4-04-730821-3 | 2017年12月18日 | ISBN 978-986-473-537-2 | 內附武器「」序號 |
| 3    | 2016年7月30日       | ISBN 978-4-04-734257-6 |                |                        | 內附武器「」序號 |
| 4    | 2017年1月14日       | ISBN 978-4-04-734425-9 |                |                        | 內附武器「」序號 |
| 5    | 2017年12月15日      | ISBN 978-4-04-734748-9 |                |                        | 內附武器「」序號 |
| 6    | 2019年3月15日       | ISBN 978-4-04-735537-8 |                |                        | 內附武器「」序號 |
| 7    | 2019年6月14日       | ISBN 978-4-04-735596-5 |                |                        | 內附武器「」序號 |
| 8    | 2019年11月15日      | ISBN 978-4-04-735819-5 |                |                        | 內附武器「」序號 |
| 9    | 2020年6月14日       | ISBN 978-4-04-736061-7 |                |                        | 內附武器「」序號 |
| 10   | 2020年12月15日      | ISBN 978-4-04-736240-6 |                |                        | 內附武器「」序號 |

GRANBLUE FANTASY 碧藍幻想
作畫：cocho，分鏡：楓月誠。（全7卷）
| 集數 | Cygames        | Cygames                | 東立出版社     | 東立出版社             |
| 集數 | 發售日期       | ISBN                   | 發售日期       | EAN / ISBN             |
| ---- | -------------- | ---------------------- | -------------- | ---------------------- |
| 1    | 2017年7月28日  | ISBN 978-4-06-509202-6 | 2018年3月16日  | EAN 471094555513-3     |
| 2    | 2017年8月30日  | ISBN 978-4-06-509211-8 | 2018年7月25日  | EAN 471094555671-0     |
| 3    | 2017年9月29日  | ISBN 978-4-06-509220-0 | 2018年9月28日  | EAN 471094555750-2     |
| 4    | 2017年11月30日 | ISBN 978-4-06-509230-9 | 2018年12月10日 | ISBN 978-957-26-1875-2 |
| 5    | 2018年4月27日  | ISBN 978-4-06-509262-0 | 2019年2月15日  | ISBN 978-957-26-1876-9 |
| 6    | 2018年12月19日 | ISBN 978-4-06-514221-9 | 2019年6月6日   | ISBN 978-957-26-2579-8 |
| 7    | 2019年12月25日 |                        | 2021年9月3日   | ISBN 978-957-26-6211-3 |

作畫：。
| 集數 | KADOKAWA enterbrain | KADOKAWA enterbrain    |
| 集數 | 發售日期            | ISBN                   |
| ---- | ------------------- | ---------------------- |
| 1    | 2017年2月15日       | ISBN 978-4-04-734466-2 |
| 2    | 2017年11月15日      | ISBN 978-4-04-734764-9 |

碧藍幻想 雙劍之羈絆
作畫：。
| 集數 | KADOKAWA enterbrain | KADOKAWA enterbrain    |
| 集數 | 發售日期            | ISBN                   |
| ---- | ------------------- | ---------------------- |
| 1    | 2016年12月31日      | ISBN 978-4-04-734392-4 |
| 2    | 2017年9月30日       | ISBN 978-4-04-734791-5 |
| 3    | 2018年6月30日       | ISBN 978-4-04-735197-4 |
| 4    | 2019年9月30日       | ISBN 978-4-04-735763-1 |

Fami通騎空團 碧藍幻想 今日是晴天！
作畫：。
| 集數 | KADOKAWA enterbrain | KADOKAWA enterbrain    |
| 集數 | 發售日期            | ISBN                   |
| ---- | ------------------- | ---------------------- |
| 1    | 2016年9月2日        | ISBN 978-4-04-733174-7 |

碧藍幻想外傳～追憶之亞西維爾～
作畫：，構成、劇本：綾峰欄人。
| 集數 | ASCII Media Works | ASCII Media Works      |
| 集數 | 發售日期          | ISBN                   |
| ---- | ----------------- | ---------------------- |
| 1    | 2019年1月26日     | ISBN 978-4-04-912311-1 |
| 2    | 2019年1月26日     | ISBN 978-4-04-912313-5 |
| 3    | 2019年9月27日     | ISBN 978-4-04-912753-9 |
| 4    | 2020年3月27日     | ISBN 978-4-04-913097-3 |

### 小說
碧藍幻想
由Fami通文庫（KADOKAWA enterbrain）以小說的形式發售。作者是はせがわみやび、插畫是由Cygames負責的全新插畫。主人公為男性，名字叫「格蘭」。
| 集數 | KADOKAWA enterbrain | KADOKAWA enterbrain    | 青文出版社   | 青文出版社             | 備註                                   |
| 集數 | 發售日期            | ISBN                   | 發售日期     | ISBN                   | 備註                                   |
| ---- | ------------------- | ---------------------- | ------------ | ---------------------- | -------------------------------------- |
| 1    | 2014年12月26日      | ISBN 978-4-04-730165-8 | 2016年6月4日 | ISBN 978-986-356-338-9 | 附贈「旅立ちの剣」的序號。             |
| 2    | 2015年5月30日       | ISBN 978-4-04-730509-0 |              |                        | 附贈「リトルウィッチセプター」的序號。 |
| 3    | 2015年10月30日      | ISBN 978-4-04-730692-9 |              |                        | 附贈「ドライゼン」的序號。             |
| 4    | 2016年2月29日       | ISBN 978-4-04-730980-7 |              |                        | 附贈「エゴイズム」的序號。             |
| 5    | 2016年7月30日       | ISBN 978-4-04-734222-4 |              |                        | 附贈「アルビオン制式帯剣」的序號。     |
| 6    | 2016年11月30日      | ISBN 978-4-04-734350-4 |              |                        | 附贈「チャットスタンプが」的序號。     |
| 7    | 2017年3月30日       | ISBN 978-4-04-734541-6 |              |                        |                                        |
| 8    | 2017年6月30日       | ISBN 978-4-04-734677-2 |              |                        |                                        |
| 9    | 2017年10月30日      | ISBN 978-4-04-734852-3 |              |                        |                                        |
| 10   | 2019年1月30日       | ISBN 978-4-04-735273-5 |              |                        |                                        |

碧藍幻想 Members Fate
作者：築地俊彥，插畫：Cygames
| 集數 | 富士見書房     | 富士見書房             |
| 集數 | 發售日期       | ISBN                   |
| ---- | -------------- | ---------------------- |
| 1    | 2016年5月20日  | ISBN 978-4-04-070919-2 |
| 2    | 2016年10月20日 | ISBN 978-4-04-070920-8 |

### 廣播劇
以為標題，從2014年8月10日開始在niconico動畫平台發布。分別在毎個月的10日、25發布。主持人是負責露莉亞角色的東山奈央、與負責榭洛科特的聲優加藤英美里。

### 出版書籍
GRANBLUE FANTASY GRAPHIC ARCHIVE
2015年4月24日發售，一迅社（ISBN 978-4758014304）
收錄本作的圖像化的期刊書籍。
GRANBLUE FANTASY CHRONICLE

### 原聲帶CD
GRANBLUE FANTASY ORIGINAL SOUNDTRACK
收錄了於本作遊戲內播放的遊戲BGM。於同人展C86先行發售。
GRANBLUE FANTASY STORY MUSIC TRACKS
GRANBLUE FANTASY BATTLE MUSIC TRACKS
GRANBLUE FANTASY Piano Collections

### 角色歌曲CD
キミとボクのミライ 〜GRANBLUE FANTASY〜
2015年6月24日發布，Aniplex。
角色歌曲・MAXI SINGLE。歌唱是吉塔（CV.金元壽子）、露莉亞（CV.東山奈央）、薇拉（CV.今井麻美）、マリー（CV.長谷川明子），還收錄了角色單獨演唱版。
ソラのミチシルベ 〜GRANBLUE FANTASY〜
2015年12月23日發售，Aniplex。
角色歌曲・MAXI SINGLE。歌唱是菲莉（CV.米澤圓）。設定上是菲莉、ドランク、シェロカルテ所組成的樂團。
三羽烏漢唄 〜GRANBLUE FANTASY〜
2016年6月22日發售，Aniplex。
角色歌曲・MAXI SINGLE。歌唱是オイゲン（CV.藤原啓治）、索利兹（CV.小山力也）、ジン（CV.安元洋貴），還收錄了角色各自的單獨演唱版。
ヨゾラのシズク 〜GRANBLUE FANTASY〜
2016年6月22日發售，Aniplex。
角色歌曲・MAXI SINGLE。歌唱是アリーザ（CV.高森奈津美）、ジェシカ（CV.瀬戸麻沙美），還收錄了角色各自的單獨演唱版。
Never Ending Fantasy 〜GRANBLUE FANTASY〜
2016年7月27日發售。作詞是卡莉歐斯托蘿的聲優丹下櫻。
由角色ディアンサ（CV.水瀬いのり）、リナリア（CV.田中美海）、ハリエ（CV.小倉唯）、ジオラ（CV.高橋未奈美）、カンナ（CV.內山夕實）演唱，還收錄了角色各自的單獨演唱版。
マホウのノート 〜GRANBLUE FANTASY〜
2016年8月10日發售。
由角色ルリア（CV.東山奈央）、シェロカルテ（CV.加藤英美里）演唱，還收錄了角色各自的單獨演唱版。
7日間かけて世界を創るより可愛い女の子1人創った方がいい 〜GRANBLUE FANTASY〜
2016年10月26日發售。
由角色卡莉歐斯托蘿（CV.丹下櫻）演唱，同時也是由丹下櫻作詞，更收錄了之前由其作詞的「Never Ending Fantasy」的卡莉歐斯托蘿單獨演唱版。

### 其他
LINE 表情圖案

### 电视游戏
碧藍幻想Relink
2016年東京電玩展(TGS)索尼展前发布会上公布了這款Cygames與白金工作室合作開發的動作角色扮演作品，《碧藍幻想Relink》將在PlayStation 4平台发售，發售日未定。
已於2024/02/01 在STEAM平台、PS4、PS5全球上市。
碧藍幻想Versus
2018年12月於「GRANBLUE FANTASY Fes」活動中公布了這款由Arc System Works開發的2D格鬥作品，於2020年2月6日在PlayStation 4平台發售, Steam版在同年3月14日發售。

## 合作活動
巴哈姆特之怒（神撃のバハムート）
同為Cygames開發的社群遊戲。
有部分角色在本作品中登場。
闇影詩章（シャドウバース）
同為Cygames開發的社群遊戲。
亞里莎與露娜成為使用角色。有部分角色在闇影詩章中登場。
偶像大師 灰姑娘女孩 （アイドルマスター シンデレラガールズ）
同為Cygames開發的社群遊戲。
以為標題辦了數多次合作活動，部分角色在本作遊戲中登場。
公主连结! + 公主连结 Re:Dive
同為Cygames開發的社群遊戲。
吉塔在《公主连结 Re:Dive》登場。
佩可莉露、可可蘿與凱留成為使用角色。
TALES OF ASTERIA （テイルズ オブ アスタリア）
知名主機遊戲傳奇系列的手機遊戲作品。TALES側部分角色在本作遊戲中當場。
此外，TALES側也主辦了本作中的角色登場的活動。
偶像大師 SideM （アイドルマスター SideM）
部分角色在本作品中登場。
此外，SideM側也主辦了本作中的角色登場的活動。
街頭霸王IV（[ストリートファイターIV#ウルトラストリートファイターIV] 错误：{{Lang}}：无效参数：|3=（帮助））+街頭霸王V
隆與春麗等四位人物成為使用角色。
侍魂
霸王丸與娜可露露成為使用角色。
秀逗魔導士（スレイヤーズ）
莉娜與娜卡成為可使用角色。
LORD of VERMILION Re:3
2016年3月下旬開始合作活動，本作的ナルメア、卡莉歐斯托蘿、薇拉、ダヌア、シャルロッテ在「LORD of VERMILION」中登場。
Final Fantasy 節奏劇場（シアトリズム ファイナルファンタジー）
作為2016年的愚人節企劃，在本作内舉辦「THEATRHYTHM FINAL FANTASY（シアトリズム グランブルーファンタジー）」活動。
櫻花大戰（サクラ大戦）
真宮寺櫻與艾莉卡成為使用角色。
刀劍亂舞（刀剣乱舞）
三日月宗近成為使用角色。
庫洛魔法使
主角木之本櫻成為使用角色。
可魯貝洛斯成為使用召喚石。
進擊的巨人
兵長里維與米卡莎成為使用角色。
巨人化的艾蓮成為使用召喚石。
名偵探柯南
江户川柯南與安室透成為使用角色。
女神異聞錄5
Joker成為使用角色。
Mona成為使用召喚石。
LoveLive! Sunshine!!
Aqours成员成為使用角色。
ANUBIS Zone of the Enders MARS
Jehuty成為使用召喚石。
光之美少女
美墨渚&雪城穗乃香成為使用角色。
美波&米波成為使用召喚石。
Code Geass反叛的魯路修
魯路修·蘭佩洛基、樞木朱雀與卡蓮·修坦費爾特成為使用角色。
C.C.成為使用召喚石。
LoveLive!
μ's（繆斯）成員成為使用角色。
闇影詩章 (動畫)
龍崎陽羽與天宮美森成為使用角色。
イグニスドラゴン成為使用召喚石。
鬼滅之刃
竈門炭治郎、竈門禰豆子、我妻善逸、嘴平伊之助、胡蝶忍、煉獄杏壽郎成為使用角色。
富岡義勇成為使用召喚石。
鼻毛真拳
ボボボーボ・ボーボボ(阿母)成為使用角色。
銀魂
坂田銀時、志村新八、神樂、土方十四郎、沖田總悟為使用角色。
桂小太郎和艾利撒比斯為使用召喚石
多啦A夢
哆啦A夢和野比大雄成為使用角色。
源靜香、骨川小夫、剛田武成為使用召喚石
賽馬娘 Pretty Derby
最终幻想XI
ONE PIECE FILM RED
三麗鷗
咒術迴戰
我的英雄學院

## 問題
2016年1月年初，因玩家以抽中課金轉蛋內的角色十二神將為目標，進而發展成高額課金的消費問題。無論官方再怎麼告知稀有角色的出現率UP，還是會不斷出現想要的角色出不來的抱怨相關新聞。2月19日，擔任消費者及食品安全的負責大臣河野太郎表示，「有必要的話消費者廳會因應有所行動」。此事件還演變到美國彭博社從海外發函過來的事態。
2016年2月25日，因騒動，官方公布了道具的出現率，且新增課金抽蛋的使用次數超過300回（30次10連）就能獲得一件自己喜歡的裝備品的功能。
2018年9月，有名為《赫拉仙境》的網站盜用大量本遊戲的圖片，被其他玩家查詢時該網站負責人表示「這並沒有甚麼問題」。

## 註解

### 出處
1. 1 2  . Cygames. 2014-03-10  [2015-04-02]. （原始内容存档于2015-04-02）.
2. 1 2 3  . 4Gamer.net. 2013-11-09  [2014-11-01]. （原始内容存档于2014-10-31）.
3. ↑  碧藍幻想於Twitter.
4. ↑  . 金元寿子オフィシャルブログ「行き先はいつも気ままに」Powered by Ameba.   [2015-04-01]. （原始内容存档于2015-04-02）.
5. 1 2  . 4Gamer.net. 2014-03-05  [2014-11-01]. （原始内容存档于2014-10-31）.
6. 1 2  . 4Gamer.net. 2014-05-02  [2014-11-01]. （原始内容存档于2014-10-31）.
7. ↑  . 4Gamer.net. 2014-05-15  [2014-11-01]. （原始内容存档于2014-10-31）.
8. ↑  . 4Gamer.net. 2014-05-21  [2014-11-01]. （原始内容存档于2014-10-31）.
9. ↑  . 2015-12-22  [2015-12-28]. （原始内容存档于2015-12-25）.
10. ↑  . 2016-03-25  [2016-03-25]. （原始内容存档于2016-03-28）.
11. ↑   (新闻稿). Cygames. 2016-06-29  [2016-06-29]. （原始内容存档于2016-07-08）.
12. ↑   (新闻稿). グリー. 2016-06-29  [2016-06-29]. （原始内容存档于2016-07-03）.
13. ↑  . 4Gamer.net. 2014-07-22  [2014-11-01]. （原始内容存档于2014-10-31）.
14. ↑  . 4Gamer.net.   [2014-12-16]. （原始内容存档于2015-01-21）.
15. ↑  週刊Fami通 (KADOKAWA). 2016-03-10, (2016年3月24日号). 缺少或|title=为空 (帮助)
16. ↑  グラブル課金に苦情殺到…「希少キャラ出ない」 的存檔，存档日期2016-03-01. 読売新聞 2016年2月18日
17. ↑  ガチャ苦情、消費者相「対応の必要あれば動く」 （页面存档备份，存于） 読売新聞 2016年2月19日
18. ↑  グランブルー金髪キャラクター求め課金68万円－ゲーム会社に抗議 (1)  的存檔，存档日期2016-03-21. Bloomberg 2016年3月10日
19. ↑  『グラブル』ついに“ガチャ仕様”変更 ― 利用額が9万円を超えた場合、好きな装備品を一つ獲得できる…お詫びアイテム配布も 的存檔，存档日期2016-07-20. インサイド 2016年2月25日
20. ↑  如何看待国产网游赫拉仙境碰瓷碧蓝幻想的行为？ - 知乎 （页面存档备份，存于） [2018-09-24]

## 外部連結
- 《碧藍幻想》官網 （页面存档备份，存于）（日語）
- 以AndApp遊玩碧藍幻想  | AndApp（PC用） （页面存档备份，存于）（日語）
- 碧藍幻想的X（前Twitter）（日語）
- gbf_vee@碧藍幻想的X（前Twitter）（日語）
- みぃちゃん@碧藍公式的X（前Twitter）（日語）
- Cygames頻道・碧藍幻想 （页面存档备份，存于） - YouTube（日語）